# North and South Wheatley
North and South Wheatley är en civil parish i Bassetlaw i Nottinghamshire i England. Det inkluderar North Wheatley och South Wheatley. Civil parish hade 591 invånare år 2001. Skapad 1 april 2015. Byar nämndes i Domedagsboken (Domesday Book) år 1086, och kallades då Watelaie.